# Урридафосс
Урридафосс (исл. Urriðafoss) — водопад на реке Тьоурсау на юго-западе Исландии, в регионе Сюдюрланд, в 16 км к востоку от города Сельфосс.
Планировалось строительство электростанции у водопада и железнодорожного пути в Рейкьявик от водопада, но этого так и не произошло, однако теперь национальная компания по производству электроэнергии «Ландсвиркьюн» планирует строительство ГЭС в нижней части реки Тьоурсау, на Урридафоссе и Ноупуре (Núpur).
По замыслу, электростанция Урридафосс будет мощностью 130 МВт с энергетическим потенциалом в 980 ГВт в год. Электростанция будет иметь туннель, ведущий к реке Тьоурсау, что чуть ниже водопада. Как ожидается, после строительства электростанции водопад Урридафосс может исчезнуть.